# Gare de Naussac
Gare de Naussac vasútállomás Franciaországban, Naussac településen.

## Vasútvonalak
Az állomást az alábbi vasútvonalak érintik:
- Brive-la-Gaillarde–Toulouse-vasútvonal

## Kapcsolódó állomások
A vasútállomáshoz az alábbi állomások vannak a legközelebb:
- Gare de Capdenac (Gare de Brive-la-Gaillarde, Brive-la-Gaillarde–Toulouse-vasútvonal)
- Gare de Salles-Courbatiès (Gare de Toulouse-Matabiau, Brive-la-Gaillarde–Toulouse-vasútvonal)